# 4. Flak-Division

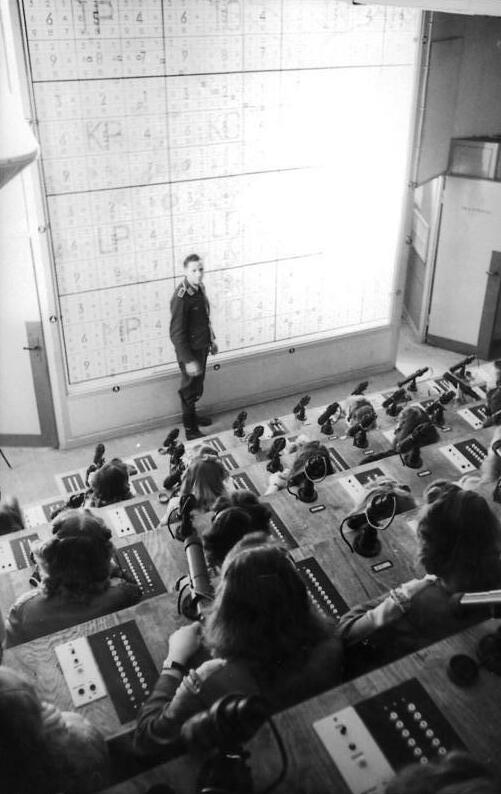
Der Leitstand (Gefechtsstand) der 4. Flak-Division zwischen Duisburg und Mülheim an der Ruhr

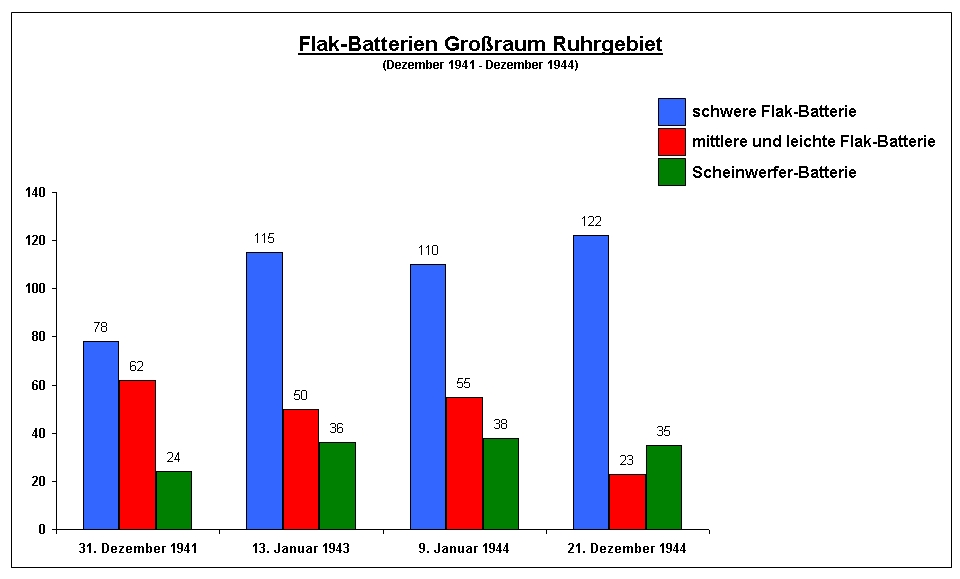
Grafische Darstellung der Kampfstärke der Flak-Batterien im Großraum des Ruhrgebietes

Die 4. Flak-Division war ein Großverband der Bodentruppen der deutschen Luftwaffe im Zweiten Weltkrieg. Zuständig war die Division für die Abwehr von einfliegenden gegnerischen Flugzeugen mittels Flugabwehrgeschützen im Großraum Köln-Düsseldorf-Ruhrgebiet.

## Vorgeschichte

### Luftverteidigungs-Kommando Essen (Düsseldorf)
Bereits im Sommer 1938 wurde zur Zusammenfassung der Luftverteidigung des Deutschen Reichs an Rhein und Ruhr beauftragten Flugabwehrtruppen mit der Planung und Aufstellung eines Luftverteidigungs-Kommando Essen begonnen, das am 1. Juli 1938 gebildet wurde. Später wurde daraus das Luftverteidigungs-Kommando Düsseldorf. Ab dem 1. August 1938 unter das Kommando des Oberst Kurt Steudemann gestellt, war die übergeordnete Kommandobehörde das Luftgaukommando VI mit Sitz in Münster.
Die Hauptaufgabe des Luftverteidigungskommando Düsseldorf bestand in der Luftraumsicherung des Großraumes Köln sowie der Schutz des gesamten Ruhrgebietes nebst der dort angesiedelten rheinischen Industriezentren. Hierzu standen dem Luftverteidigungs-Kommando Düsseldorf folgende Verbände zur Verfügung:
- Flak-Regiment 04 (Raum Dortmund–Münster)
- Flak-Regiment 14 (Raum Köln–Lüdenscheid–Duisburg–Bonn)
- Flak-Regiment 24 (Raum Iserlohn–Menden)
- Flak-Regiment 44 (Raum Essen–Lippstadt–Düsseldorf–Essen-Kupferdreh)

### Luftverteidigungs-Kommando 4
Zum 1. August 1939 wurde das Luftverteidigungs-Kommando Düsseldorf mit Sitz in Ratingen im Gebäude der Liebfrauenschule in Luftverteidigungs-Kommando 4 umbenannt. 
Bis November 1939 wurde dann auch noch das Flak-Regiment 65 dem Kommando der Division unterstellt. Am 31. Oktober 1939 übernahm Generalmajor Otto Wilhelm von Renz das Luftverteidigungskommando. Diese Position behielt er bis zum 1. März 1941 inne. 
Im Rahmen einer Umgliederung der Luftverteidigungszonen im März 1940 vor dem Beginn des deutschen Angriffs im Westen, änderte sich die geographische Zuordnung und damit auch die Unterstellungsverhältnisse. Während der südwestliche Großraum Aachen-Köln and das Luftverteidigungs-Kommando 7 abgegeben wurde, fokussierte sich die Aufgabe der Division nun auf den Schutz des nördlichen Rheinlands und und des nordöstlich gelegenen Ruhrgebiets.
Am 1. März 1941 wurde Generalmajor Gerhard Hoffmann neuer Befehlshaber der Division.

## 4. Flak-Division
Im Rahmen einer Neuorganisation wurde am 1. September 1941 dann aus dem Luftverteidigungs-Kommando 4 im Zuge der Einführung der neuen Verbandsbezeichnungen die 4. Flak-Division.
Der Stab der neu gebildeten Division wurde im Juni 1942 nach Übergabe des Ostteils des Ruhrgebietes in den Verantwortungsbereich der 27. Flak-Division (Dortmund) von Ratingen in den Raum zwischen Duisburg und Mülheim an der Ruhr, nach Wolfsburg verlegt.
Im März 1942 gab es einen weiteren Personalwechsel in der Kommandoebene. Unter dem Kommando von Oberst Johannes Hintzgliederte sich die 4. Flak-Division im Dezember 1942 wie folgt:
- Flak-Regiment 5
- Flak-Regiment 24
- Flak-Regiment 44
- Flak-Regiment 46
- Flak-Regiment 64

In der Nacht von den 8. auf den 9. April 1943 erreichten die Meldungen der 4. Flak-Division den 250. Abschuss eines Flugzeugs. 
Wie bei den Flakdivisionen der Luftwaffe in den letzten Kriegsjahren üblich, unterlagen auch die Regimenter der 4. Flak-Division dem Problem der ständigen Personalabgaben. 

### Unterstellung beim VI. Flak-Korps
Aufgrund der Kriegslage schied die Division am 19. Februar 1945 aus ihrem bisherigen Luftgaukommando aus und wurde dem VI. Flak-Korps unterstellt. 
Dabei gliederte sich die 4. Flak-Division wie folgt:
- Flak-Regiment 64
- Flak-Regiment 181
- Flakscheinwerfer-Regiment 74

Ende Februar 1945 wurde der 4. Flak-Division der Schutz der Rheinfähren im Raum Rees–Xanten übertragen. Dazu wurden der arg geschwächten Division Kräfte der 18. Flak-Brigade zweitweise unterstellt. 
Am 2. April 1945 wurde die Division dann abermals unter ein neues Kommando gestellt, diesmal dem III. Flak-Korps, was sie in den Strudel des sich anbahnenden Ruhrkessels hineinriss. 

### Kapitulation
Am 17. April 1945 geriet der Divisionsstab in Ratingen in amerikanische Kriegsgefangenschaft. Die ihr unterstellten Verbände ereilte das gleiche Schicksal.

## Kommandeure
- Oberst Kurt Steudemann: von der Aufstellung am 1. August 1938 bis 31. März 1939
- Generalmajor Otto Wilhelm von Renz: 31. März 1939 bis 1. März 1941
- Generalmajor Gerhard Hoffmann: 1. März 1941 bis März 1942
- Oberst Johannes Hintz: März 1942 bis 20. Februar 1944
- Generalleutnant Ludwig Schilffarth: 20. Februar 1944 bis November 1944
- Oberst Max Hecht: November 1944 bis Kriegsende 1945